# ブラック・ホーク
ブラック・ホーク（Black Hawk）はカクテルの一種。

## 概要
ブラック・ホークとは、ショートドリンクに分類される、カクテルの1種である。ブラック・ホークはアメリカで誕生したカクテルだと言われている。日本では、バーボン・ウィスキー（以降、「バーボン」と略す）が広く飲まれるようになると共に、普及したカクテルである。

## レシピの例
- バーボン ： スロー・ジン ＝ 1：1
- マラスキーノ・チェリー（レッド） ＝ 1個

### 作り方
バーボンとスロー・ジンを、ミキシング・グラスでステアして、カクテル・グラス（容量75〜90ml程度）に注ぎ、マラスキーノ・チェリーを飾る。

### 備考
- バーボンとスロー・ジンを、シェークして作っても良い[1][2]。
- マラスキーノ・チェリーを飾るのを省略することもある[3]。
- ウィスキーをバーボンに限定しないこともある[4]。この場合、飲む人の好みのタイプのウィスキーを使用する。